# Маслов, Илья Петрович
Илья Петрович Маслов (12 июня 1914, село Московское, Воронежский уезд, Воронежская губерния, Российская империя — 21 августа 1944, Олонештский район, Бендерский уезд, Молдавская ССР, СССР) — старшина Рабоче-крестьянской Красной Армии, участник Великой Отечественной войны, Герой Советского Союза (1945).

## Биография
Илья Маслов родился 12 июня 1914 года в селе Московское (ныне — Каширское Каширского района Воронежской области). После окончания начальной школы работал сначала в колхозе, затем в машинно-тракторной станции. В 1936—1938 годах проходил службу в Рабоче-крестьянской Красной Армии. В 1941 году Маслов повторно был призван в армию. С июня того же года — на фронтах Великой Отечественной войны.
К августу 1944 года старшина Илья Маслов командовал танком 52-го отдельного танкового полка 37-й армии 3-го Украинского фронта. Отличился во время освобождения Молдавской ССР. 20 августа 1944 года экипаж Маслова, участвуя в прорыве вражеской обороны к западу от сёл Леонтьево и Поповка Суворовского района, уничтожил 2 артиллерийских орудия, 12 пулемётов, большое количество солдат и офицеров противника. 21 августа 1944 года Маслов с товарищами уничтожил батарею миномётов противника, а затем, пройдя во вражеский тыл, вынудил противника отступить из села Ермоклия того же района. В том бою Маслов погиб. Похоронен в районе Ермоклии.
Указом Президиума Верховного Совета СССР от 24 марта 1945 года старшина Илья Маслов посмертно был удостоен высокого звания Героя Советского Союза. Также был награждён орденами Ленина, Отечественной войны 2-й степени и Красной Звезды, рядом медалей.